# Kolonija Transvaal
Kolonija Transvaal (afrikanska izgovorjava: [transˈfɑːl]) je bilo ime, ki se je uporabljalo za območje Transvaal v obdobju neposredne britanske vladavine in vojaške okupacije med koncem druge burske vojne leta 1902, ko je bila Južnoafriška republika razpuščena, in ustanovitvijo Južnoafriške unije leta 1910. Meje kolonije Transvaal so bile večje od meja poražene Južnoafriške republike (ki je obstajala od leta 1856 do 1902). Leta 1910 je celotno ozemlje postalo provinca Transvaal Južnoafriške unije.

## Zgodovina
Obe burski republiki, Južnoafriška republika (ZAR) in Svobodna država Oranje, sta bili v anglo-burski vojni poraženi in se predali Združenemu kraljestvu. Mirovna pogodba (Vereeniginška pogodba) je vsebovala naslednje pogoje:
1. Da vsi meščani ZAR in Oranžne svobodne države položijo orožje in sprejmejo kralja Edvarda VII. za svojega suverena.
2. Da se vsi meščani zunaj meja ZAR in Oranžne svobodne države, ko izjavijo svojo zvestobo kralju, prepeljejo nazaj na svoje domove.
3. Da se vsem meščanom, ki se tako predajo, ne odvzame premoženje.
4. Da se proti meščanom ne vodijo civilni ali kazenski postopki zaradi vojnih dejanj, razen dejanj, ki so v nasprotju z vojnimi običaji. V takih primerih se takoj skliče vojaško sodišče.
5. Da se v šolah poučuje visoka nizozemščina in da se na sodiščih dovoljuje uporaba nizozemskega jezika.
6. Da se posedovanje pušk dovoljuje z dovoljenjem.
7. Da vojaško upravo čim prej nasledijo predstavniške institucije, ki bodo vodile v samoupravo.
8. Da se vprašanje podelitve volilne pravice domačinom ne obravnava pred samoupravo.
9. Da se ne uvede poseben davek za kritje stroškov vojne.
10. Da se ustanovijo različne komisije za obravnavo in izplačilo veljavnih zahtevkov za vojne stroške ter za spoštovanje pisav, ki so jih izdale države ZAR in Oranžna svobodna država v času vojne. Komisija bi tudi hranila brezdomce in pomagala pri obnovi domov, ki jih je prizadela vojna. V ta namen krona pristane na brezplačno donacijo v višini 3.000.000 funtov ter posojila brez obresti za dve leti, ki se bodo odplačevala s 3-odstotno obrestno mero v naslednjih letih.

Leta 1902, ko je bil po podpisu Vereeniginške pogodbe sklenjen mir, se je nova kolonija Transvaal soočila s prepletenimi gospodarskimi in političnimi vprašanji, ki jih je bilo treba rešiti. Med gospodarskimi vprašanji so bila obnova rudarske industrije na predvojno raven, nato njena nadaljnja rast zaradi potrebe po dodatni delovni sili, vrnitev Burov na njihova zemljišča in povečanje kmetijske proizvodnje teh kmetij. Politično vprašanje je bilo odvisno od tega, na kateri politični strani je nekdo stal. Obstoječi britanski administratorji pod vodstvom Alfreda Milnerja so želeli poangleščiti prebivalstvo na dva glavna načina. Prvič, s povečanjem angleško govorečega prebivalstva Transvaala, drugič pa z učenjem burskih otrok v angleščini z zelo malo uporabe nizozemščine, nato pa s samoupravo. Politični cilji transvaalskih Burov so bili obnova samouprave v koloniji in politično okolje, v katerem bi prevladovali Buri.

### Repatriacija in obnova
Ko se je vojna končala, so se Britanci soočili z velikim deležem burskih moških kot vojnih ujetnikov in njihovimi družinami v koncentracijskih taboriščih.:269 Ker so Britanci v Transvaalu sledili politiki požgane zemlje, so bila burska zemljišča, živina in kmetije uničene.
Ob koncu vojne je bilo treba za novo kolonijo rekonstruirati 'vlado', kar se je začelo z imenovanjem stalnega sodnika v vsakem okrožju kolonije, ki je postal okrožni komisar, medtem ko je pomočnik sodnika opravljal pravne in sodne dolžnosti na tem območju. Rimsko-nizozemsko pravo je bilo prevedeno v angleščino, da so lahko sodišča nadaljevala z delom, nekateri stari zakoni so bili razveljavljeni in oblasti v Johannesburgu so razglasile precejšnjo količino novih zakonov.
Pristojni sodnik je nato guvernerju predložil imena treh članov okrožja za okrožno komisijo . Sestavljali bi joh en britanski državljan in dva Bura, eden izmed tistih, ki so se predali na začetku vojne, in eden, ki se je boril do konca. Komisija bi imela dve funkciji, prvo zagotavljanje pomoči in izdajanje obrokov, opreme, prevoza in plužnih živali tistim, ki jih je prizadela vojna, drugo pa preiskovanje zahtevkov za odškodnino za dejansko škodo, nastalo med vojno.
V okrožjih so bila ustanovljena repatriacijska skladišča, ki so bila založena s hrano, semeni, kmetijsko opremo, prevozom, plužnimi živalmi, kamnom in gradbenim materialom. Železniško prometno omrežje se je težko kosalo s potrebami vojske po prevozu za vzdrževanje garnizije in civilnimi potrebami za popravilo kolonije. Vso krmo za transportne živali je bilo treba dostaviti v skladišča, saj se je postopek začel pozimi 1902. Begunci iz koncentracijskih taborišč in vojni ujetniki so se vračali v svoja okrožja po sistemu naborov. V skladiščih so prejemali kmetijsko opremo, šotore in obroke za ponovni začetek in prevoz do svojih ciljev. Obroke hrane so zagotavljali skoraj eno leto. Družine so prejemale simbolično subvencijo ne glede na njihovo sposobnost odplačila, dodatni material in opremo pa so pridobivali z brezobrestnimi posojili, pri čemer majhna gotovinska posojila prav tako niso prinašala obresti, večja posojila pa so s hipoteko prinašala štiriodstotne obresti. Shema posojil nikoli ni mogla nadomestiti dejanske izgube, ki jo je utrpela vojna. Škoda in potrebna obnova sta se od okrožja do okrožja razlikovali.
V večjih mestih so bili za upravljanje pod okriljem rezidenčnega sodnika 'imenovani' občinski ali zdravstveni odbori. Imeli so omejene funkcije in edine dajatve, ki so jih zaračunavali, so bile za sanitarne storitve. funkcije. V petnajstih mesecih po koncu vojne je občinska uprava začela s pripravami na poštene volitve na podlagi vrednotenja nepremičnin in oblikovanja volilnih imenikov s postopkom registracije, pojasnjenim v angleščini in nizozemščini.

### Gospodarska vprašanja
Britanski upravitelji so si zadali cilj, da bi večino burskih kmetov do marca 1903 vrnili na njihova zemljišča, pri čemer so devetnajst milijonov funtov porabili za vojno škodo, subvencije in posojila. Upravitelji so reformirali državne kmetijske oddelke, da bi posodobili kmetijstvo v koloniji, kar je do leta 1908 povzročilo presežek koruze in govedine. Poskušali so rešiti tudi problem revnih belcev tako, da so jih naselili kot najemnike na državnih zemljiščih, vendar je pomanjkanje kapitala in delovne sile povzročilo neuspeh sheme. Poskusili so naseliti angleške naseljence na kmetijska zemljišča, da bi poangleščili Transvaal in povečali angleško govoreče prebivalstvo, vendar tudi to ni uspelo, saj je politika privabila premalo naseljencev.
Do konca leta 1901 se je rudarjenje zlata na Randu okoli Johannesburga končno nadaljevalo, potem ko se je od leta 1899 praktično ustavilo. S podporo rudarskih magnatov in britanskih upraviteljev je bilo treba ponovno zagnati industrijo, vendar je bila potrebna delovna sila. Tik pred vojno so bile plače belih rudarjev visoke in magnati niso bili zainteresirani za njihovo zvišanje. Ker so bile plače črnih rudarjev pred vojno znižane in ne zvišane, črni delavci niso bili zainteresirani za delo v rudnikih. Nekvalificirana bela delovna sila je bila izključena, saj bi bile njihove plače previsoke za opravljeno delo, zato so rudarski magnati in njihova rudarska zbornica leta 1903 iskali alternativno delovno silo v obliki poceni kitajskih delavcev. Zakonodajo o uvozu kitajske delovne sile je 28. decembra 1903 predložil George Farrar Zakonodajnemu svetu Transvaala. O njej so razpravljali 30 ur in jo po treh obravnavah 30. decembra 1903 uspešno izglasovali, februarja 1904 pa je začela veljati zakonodaja. Potem ko jo je odobril britanski in za rudarstvo imenovani Zakonodajni svet Transvaala, je začrtala izjemno restriktivne pogodbe o zaposlitvi za kitajske delavce, ideja pa je bila promovirana s kampanjo zastraševanja, namenjeno belim rudarjem. o potrebi po tej delovni sili ali pa se soočiti z možnostjo izgube rudarjenja in svojih delovnih mest. Do leta 1906 so bili rudniki zlata v Witwatersrandu v polni proizvodnji, do leta 1907 pa so južnoafriški rudniki zlata predstavljali dvaintrideset odstotkov svetovne proizvodnje zlata. Do leta 1910 se je kitajska delovna sila v Witwatersrandu končala, omejevalni zakoni o rezervaciji delovnih mest, ki so kitajskim rudarjem preprečevali opravljanje določenih del, pa so bili uporabljeni tudi za črne rudarje.

## Napredek k uniji
Maja 1908 je Jan Smuts, kolonialni sekretar Transvaala, predlagal srečanje predstavnikov vseh štirih kolonij in odločitev o carinskem in železniškem sporazumu, vključil pa je tudi predlog, da kolonije imenujejo delegate za razpravo o ustavi za združeno državo v obliki nacionalne konvencije. Cilj konvencije je bil najti rešitev za politične, rasne in gospodarske težave, s katerimi se soočajo te kolonije, ter najti skupni jezik med Buri in Angleži. 12. oktobra 1908 se je trideset delegatov štirih kolonij sestalo v Durbanu pod predsedstvom sira Henryja de Villiersa. Dvanajst delegatov je prišlo iz Kapske kolonije, osem iz Transvaala in po pet iz kolonij Oranje in Natal, ki so predstavljali šestnajst ljudi z angleškim ozadjem, preostalih štirinajst pa je bilo Burov. izvor.
Glavna vprašanja, o katerih so razpravljali, so bila, ali bodo štiri kolonije postale država, sestavljena iz unije ali federacije, kdo bo imel pravico glasovati in število volivcev, ki bodo sestavljali volilno enoto na podeželju in v mestih. Vsi trije cilji so bili sčasoma dokončno dogovorjeni, Južna Afrika pa je postala unija, kar je bila želja tako liberalne britanske vlade kot Jana Smutsa. Glede vprašanja volilne pravice črncev je bila britanska vlada pripravljena sprejeti končne želje Nacionalne konvencije. Kolonije Transvaal, Oranje in Natal niso želele volilne pravice črncev, medtem ko je Kapska kolonija želela ohraniti omejeno volilno pravico, ki jo je imela za vse druge rase. Dosežen je bil kompromis in vse želje kolonij glede njihove rasne sestave za volilno pravico so bile sprejete, čeprav pod pogojem, da se razveljavi z dvotretjinsko večino v obeh domovih parlamenta. Kar zadeva cilj podeželskih in mestnih volilnih okrajev, je bilo odločeno, da se za podeželski sedež dovoli petnajst odstotkov manj volivcev, medtem ko bi imel mestni sedež petnajst odstotkov več volivcev. Ta sistem za volilne okraje bi zagotovil, da Afrikanerji v prihodnjih letih prevladujejo v politiki in bil eden od mnogih razlogov, zakaj je Jan Smuts leta 1948 izgubil na splošnih volitvah v Južni Afriki in premagal D. F. Malanov prihod na oblast in začetek apartheida. Rezultati pogajanj na konvenciji so postali osnutek zakona o Južni Afriki, ki je bil na ogled 9. februarja 1909. Do 19. avgusta 1909 je zakon o Južni Afriki sprejet v britanskem parlamentu in postal zakon.
Kar zadeva vprašanje volilne pravice temnopoltih, je Milner to videl kot resno vprašanje pri mirovni pogodbi:
»Če ne bi imel nekaj vesti glede ravnanja s temnopoltimi, bi lahko osebno pridobil Nizozemce v koloniji in pravzaprav vso južnoafriško oblast, ne da bi užalil Angleže. Žrtvovati morate le 'črnca' in igra je lahka. Vsak poskus, da bi jim zagotovili pošteno igro, naredi Nizozemce razdražljive in skoraj neobvladljive.«

## Kolonialna uprava
Pred podelitvijo odgovorne samouprave 6. decembra 1906 je kolonijo upravljal izvršni svet, ki ga je imenoval guverner. Prvi izvoljeni kabinet kolonije Transvaal je bil ustanovljen 4. marca 1907.

## Geografija
Kolonija Transvaal je ležala med reko Vaal na jugu in reko Limpopo na severu, približno med 22 ½ in 27 ½ južne zemljepisne širine ter 25 in 32 vzhodne zemljepisne širine. Na jugu je mejila na Svobodno državo oranje in kolonijo Natal, na jugozahodu na Kapsko kolonijo, na zahodu na protektorat Bechuanaland (kasneje Bocvana), na severu na Rodezijo, na vzhodu pa na Portugalsko Vzhodno Afriko in Svazi. Razen na jugozahodu so bile te meje večinoma dobro opredeljene z naravnimi značilnostmi. Znotraj Transvaala leži masiv Waterberg, pomembna starodavna geološka značilnost južnoafriške pokrajine.
Enote:
- Zoutpansberg

Mesta v koloniji Transvaal:
- Heidelberg
- Johannesburg
- Messina
- Nelspruit
- Pietersburg
- Pretoria
- Vereeniging

## Demografija

### 1904 Štetje
Statistika prebivalstva iz popisa prebivalstva leta 1904.
| Skupina prebivalcev | število   | odstotekt (%) |
| Črni                | 937.127   | 73,79         |
| Beli                | 297.277   | 23,40         |
| Nebeli              | 24.226    | 1,90          |
| Azijci              | 11.321    | 0,89          |
| Skupaj              | 1.269.951 | 99,98         |